# Friedrich Wilhelm (Germanist)
Friedrich Ottomar Eduard Wilhelm (* 22. Februar 1882 in Jena; † 30. Mai 1939 in Freiburg im Breisgau) war ein deutscher Germanist.
Nach der Promotion (1903) und Habilitation (1905) in München wirkte Friedrich Wilhelm zunächst in München als Privatdozent und später als außerordentlicher Professor. Er veröffentlichte und kommentierte unter anderem mittelalterliche Texte. Von 1920 bis 1936 war er ordentlicher Professor für Deutsche Sprache und Literatur an der Universität Freiburg. Seit 1933 war er außerordentliches Mitglied der Heidelberger Akademie der Wissenschaften.
Wilhelms bedeutendste Leistung ist die Begründung des Corpus der altdeutschen Originalurkunden.

## Veröffentlichungen (Auswahl)
- Ueber fabulistische Quellenangaben. In: Beiträge zur Geschichte der deutschen Sprache und Literatur. Band 33, 1908, S. 286–339.
- als Hrsg.: Denkmäler deutscher Prosa des XI. und XII. Jahrhunderts. 2 Bände (Texte und Kommentare). Callway, München 1914–1916/18 (= Münchener Texte. Band 8); (fehlerhafter) Neudruck Hueber, München 1960 (= Germanistische Bücherei. Band 3).